# Степан Янев
Степан Янев е български хайдутин от XVII век, действал в Южна Македония.

## Биография
Роден е в леринското село Крушоради, тогава в Османската империя, днес Ахлада, Гърция. Става хайдушки войвода (арамбаша) и действа в 1685 - 1687 година. През лятото на 1687 година е заловен в планината над село Маково, Мариово, от мартолозбашията Шахин от село Дебреще, Прилепско. Пред съда Степан признава, че бил арамбашия две години и че имал дружина от 48 хайдути. Осъден е на смърт в Битоля.